# COLLADA
COLLADA — формат, разработанный для обмена между 3D приложениями. Управляется некоммерческой организацией Khronos Group.
COLLADA использует открытый стандарт XML для обмена форматами, которые в противном случае были бы несовместимы.
COLLADA  был задуман как промежуточный формат для переноса файлов. Реализована поддержка таких программ, как Maya (используя ColladaMaya); 3ds Max (при помощи ColladaMax); Poser (v.7.0); Lightwave 3D (version 9.5); Cinema 4D (MAXON); Softimage|XSI; Houdini; MeshLab; CityScape, CityEngine, SketchUp, Blender, modo и Strata 3D. Adobe Photoshop с версии CS3. Игровые движки, такие как Unreal engine, Unity и Torque 3D, также поддерживают этот формат. Библиотека Assimp также поддерживает формат COLLADA.
27 марта 2013 года Khronos Group анонсировали, что COLLADA 1.5.0 был опубликован в качестве официального стандарта ISO.